# Industrieterrein Houkesloot
Houkesloot is een industrieterrein binnen de stad Sneek in de Nederlandse provincie Friesland aan de Rijksweg 7.

## Ligging en bereikbaarheid
Het terrein grenst in het westen de Rijksweg 7 en het Burgemeester Rasterhoffpark. In het oosten grenst het industrieterrein aan de Houkesloot en in het zuiden aan Industrieterrein It Ges en in het noorden ligt het Sperkhem.
De belangrijkste verkeersader in het industrieterrein is de Stadsrondweg, die het terrein van west naar oost doorkruist. Ook de Oppenhuizerweg en de Einsteinstraat zijn veel gebruikte wegen in de wijk. Op het industrieterrein ligt ook het Houkesloot Aquaduct.

## Historie en bebouwing
Het industrieterrein is een van de oudste 'moderne' industrieterreinen van de stad. Op het park zijn onder meer ritsenfabrikant YKK, supermarktbedrijf Poiesz, de Noord Nederlandse Tankopslag en tot voor kort ook Phillips gevestigd. De eerste bedrijven vestigden zich hier eind jaren 60.
De Houkesloot is uitontwikkeld, wat inhoudt dat er geen ruimte meer is voor uitbreiding.

### Straatnaamverklaring
De straten in de wijk zijn veelal vernoemd naar wetenschappers en uitvinders.

### Bezienswaardigheden
In het gebied staan geen rijksmonumenten. Bezienswaardig is:
- Houkesloot Aquaduct
- Houkesloot
- Wigledam
- Tonnemafabriek

## Voorzieningen
Onder meer de volgende voorzieningen bevinden zich in de wijk:
- Twee grote insteekhavens
- Servicepunt voor boottoeristen
- Gemeentewerf

Wijken:
Binnenstad ·
Bomenbuurt ·
De Domp ·
De Loten ·
Duinterpen ·
Harinxmaland ·
Hemdijk ·
Het Eiland ·
De Hemmen ·
Houkesloot ·
It Ges ·
Lemmerweg-Oost ·
Lemmerweg-West ·
Leeuwarderweg ·
Noorderhoek I ·
Noorderhoek II ·
Noordoosthoek ·
Oudvaart ·
Pasveer ·
Poort van Sneek ·
Sperkhem ·
Stadsfenne ·
Stationsbuurt ·
Tinga ·
Zwetteplan
Buurten:
Malta ·
Spitaal ·
Tuindorp